# Ugia eugrapha
Ugia eugrapha är en fjärilsart som beskrevs av Swinhoe 1907. Ugia eugrapha ingår i släktet Ugia och familjen nattflyn. Inga underarter finns listade i Catalogue of Life.